# Swiss Indoors
Swiss Indoors — міжнародний чоловічий професійний тенісний турнір. Проводиться щорічно на закритих кортах з твердим покриттям, з 2009 року є частиною серії Туру ATP 500. Турнір відбувається в швейцарському Базелі з 1970 року.
Роджер Федерер, для якого Базель є рідним містом, брав участь в 19 турнірах: 15 разів досягнув фіналу, 10 разів здобув титул.

## Фінали

### Одиночний розряд
| Рік                    | Чемпіон                                             | Фіналіст                                            | Рахунок                                             |
| ---------------------- | --------------------------------------------------- | --------------------------------------------------- | --------------------------------------------------- |
| 1970                   | Кляус Берґер                                        | Ернст Шорі                                          | 6–3, 6–1                                            |
| 1971                   | Jiří Zahradníček                                    | Гельмут Кунер                                       | 1-6, 6–2, 6–3                                       |
| 1972                   | Міхель Бурґенер                                     | Петр Кандераль                                      | 7–5, 4–6, 6–0                                       |
| 1973                   | Жан-Клод Баркле                                     | Леонардо Манта                                      | 6–3, 7–5                                            |
| 1974                   | Роджер Тейлор                                       | Петр Кандераль                                      | 6–4, 6–2                                            |
| 1975                   | Їржі Гржебець                                       | Іліє Настасе                                        | 6–1, 7–6, 2–6, 6–3                                  |
| 1976                   | Ян Кодеш                                            | Їржі Гржебець                                       | 6–4, 6–2, 6–3                                       |
| ↓ Grand Prix circuit ↓ |                                                     |                                                     |                                                     |
| 1977                   | Б'єрн Борг                                          | Джон Ллойд                                          | 6–4, 6–2, 6–3                                       |
| 1978                   | Гільєрмо Вілас                                      | Джон Макінрой                                       | 6–3, 5–7, 7–5, 6–4                                  |
| 1979                   | Браян Готтфрід                                      | Йохан Крік                                          | 7–5, 6–1, 4–6, 6–3                                  |
| 1980                   | Іван Лендл                                          | Б'єрн Борг                                          | 6–3, 6–2, 5–7, 0–6, 6–4                             |
| 1981                   | Іван Лендл (2)                                      | Хосе Луїс Клерк                                     | 6–2, 6–3, 6–0                                       |
| 1982                   | Яннік Ноа                                           | Матс Віландер                                       | 6–4, 6–2, 6–3                                       |
| 1983                   | Вітас Ґерулайтіс                                    | Войцех Фібак                                        | 4–6, 6–1, 7–5, 5–5 retired                          |
| 1984                   | Йоакім Нюстром                                      | Тім Вілкінсон                                       | 6–3, 3–6, 6–4, 6–2                                  |
| 1985                   | Стефан Едберг (1)                                   | Яннік Ноа                                           | 6–7, 6–4, 7–6, 6–1                                  |
| 1986                   | Стефан Едберг (2)                                   | Яннік Ноа                                           | 7–6, 6–2, 6–7, 7–6                                  |
| 1987                   | Яннік Ноа (2)                                       | Роналд Ейдженор                                     | 7–6, 6–4, 6–4                                       |
| 1988                   | Стефан Едберг (3)                                   | Якоб Гласек                                         | 7–5, 6–3, 3–6, 6–2                                  |
| 1989                   | Джим Кур'є                                          | Стефан Едберг                                       | 7–6, 3–6, 2–6, 6–0, 7–5                             |
| ↓ Тур ATP 250 ↓        |                                                     |                                                     |                                                     |
| 1990                   | Джон Макінрой                                       | Горан Іванишевич                                    | 6–7, 4–6, 7–6, 6–3, 6–4                             |
| 1991                   | Якоб Гласек                                         | Джон Макінрой                                       | 7–6(7–4), 6–0, 6–3                                  |
| 1992                   | Борис Бекер                                         | Петр Корда                                          | 3–6, 6–3, 6–2, 6–4                                  |
| 1993                   | Міхаель Штіх                                        | Стефан Едберг                                       | 6–4, 6–7(5–7), 6–3, 6–2                             |
| 1994                   | Вейн Феррейра                                       | Патрік Макінрой                                     | 4–6, 6–2, 7–6(9–7), 6–3                             |
| 1995                   | Джим Кур'є (2)                                      | Ян Сімерінк                                         | 6–7(2–7), 7–6(7–5), 5–7, 6–2, 7–5                   |
| 1996                   | Піт Сампрас                                         | Гендрік Дрекманн                                    | 7–5, 6–2, 6–0                                       |
| 1997                   | Грег Руседскі                                       | Марк Філіппуссіс                                    | 6–3, 7–6(8–6), 7–6(7–3)                             |
| 1998                   | Тім Генман                                          | Андре Агассі                                        | 6–4, 6–3, 3–6, 6–4                                  |
| 1999                   | Кароль Кучера                                       | Тім Генман                                          | 6–4, 7–6(12–10), 4–6, 4–6, 7–6(7–2)                 |
| 2000                   | Томас Енквіст                                       | Роджер Федерер                                      | 6–2, 4–6, 7–6(7–4), 1–6, 6–1                        |
| 2001                   | Тім Генман (2)                                      | Роджер Федерер                                      | 6–3, 6–4, 6–2                                       |
| 2002                   | Давід Налбандян                                     | Фернандо Гонсалес                                   | 6–4, 6–3, 6–2                                       |
| 2003                   | Гільєрмо Кор'я                                      | Давід Налбандян                                     | walkover                                            |
| 2004                   | Їржі Новак                                          | Давід Налбандян                                     | 5–7, 6–3, 6–4, 1–6, 6–2                             |
| 2005                   | Фернандо Гонсалес                                   | Маркос Багдатіс                                     | 6–7(8–10), 6–3, 7–5, 6–4                            |
| 2006                   | Роджер Федерер                                      | Фернандо Гонсалес                                   | 6–3, 6–2, 7–6(7–3)                                  |
| 2007                   | Роджер Федерер (2)                                  | Яркко Ніємінен                                      | 6–3, 6–4                                            |
| 2008                   | Роджер Федерер (3)                                  | Давід Налбандян                                     | 6–3, 6–4                                            |
| ↓ Тур ATP 500 ↓        |                                                     |                                                     |                                                     |
| 2009                   | Новак Джокович                                      | Роджер Федерер                                      | 6–4, 4–6, 6–2                                       |
| 2010                   | Роджер Федерер (4)                                  | Новак Джокович                                      | 6–4, 3–6, 6–1                                       |
| 2011                   | Роджер Федерер (5)                                  | Нісікорі Кей                                        | 6–1, 6–3                                            |
| 2012                   | Хуан Мартін дель Потро                              | Роджер Федерер                                      | 6–4, 6–7(5–7), 7–6(7–3)                             |
| 2013                   | Хуан Мартін дель Потро (2)                          | Роджер Федерер                                      | 7–6(7–3), 2–6, 6–4                                  |
| 2014                   | Роджер Федерер (6)                                  | Давід Ґоффен                                        | 6–2, 6–2                                            |
| 2015                   | Роджер Федерер (7)                                  | Рафаель Надаль                                      | 6–3, 5–7, 6–3                                       |
| 2016                   | Марин Чилич                                         | Нісікорі Кей                                        | 6–1, 7–6(7–5)                                       |
| 2017                   | Роджер Федерер (8)                                  | Хуан Мартін дель Потро                              | 6–7(5–7), 6–4, 6–3                                  |
| 2018                   | Роджер Федерер (9)                                  | Маріус Копіл                                        | 7–6(7–5), 6–4                                       |
| 2019                   | Роджер Федерер (10)                                 | Алекс де Мінор                                      | 6–2, 6–2                                            |
| 2020                   | Не проводився через пандемію коронавірусної хвороби | Не проводився через пандемію коронавірусної хвороби | Не проводився через пандемію коронавірусної хвороби |
| 2021                   | Не проводився через пандемію коронавірусної хвороби | Не проводився через пандемію коронавірусної хвороби | Не проводився через пандемію коронавірусної хвороби |
| 2022                   | Фелікс Оже-Аліассім                                 | Гольгер Руне                                        | 6–3, 7–5                                            |
| 2023                   | Фелікс Оже-Аліассім (2)                             | Губерт Гуркач                                       | 7–6(7–3), 7–6(7–5)                                  |
| 2024                   | Джованні Мпетши Перрікар                            | Бен Шелтон                                          | 6–4, 7–6(7–4)                                       |

### Парний розряд
| Рік                    | Чемпіони                                            | Фіналісти                                           | Рахунок                                             |
| ---------------------- | --------------------------------------------------- | --------------------------------------------------- | --------------------------------------------------- |
| 1976                   | Фрю Макміллан Том Оккер                             | Їржі Гржебець Ян Кодеш                              | 6–4, 7–6, 6–4                                       |
| ↓ Grand Prix circuit ↓ |                                                     |                                                     |                                                     |
| 1977                   | Марк Кокс Бастер Моттрам                            | Джон Фівер Джон Джеймс                              | 7–5, 6–4, 6–3                                       |
| 1978                   | Войцех Фібак Джон Макінрой                          | Брюс Менсон Ендрю Паттісон                          | 7–6, 7–5                                            |
| 1979                   | Боб Г'юїтт Фрю Макміллан (2)                        | Браян Готтфрід Рауль Рамірес                        | 6–3, 6–4                                            |
| 1980                   | Кевін Каррен Стів Дентон                            | Боб Г'юїтт Фрю Макміллан                            | 6–7, 6–4, 6–4                                       |
| 1981                   | Хосе Луїс Клерк Іліє Настасе                        | Маркус Ґюнтгардт Павел Сложил                       | 7–6, 6–7, 7–6                                       |
| 1982                   | Анрі Леконт Яннік Ноа                               | Фріц Бунінг Павел Сложил                            | 6–2, 6–2                                            |
| 1983                   | Павел Сложил Томаш Шмід                             | Стефан Едберг Флорін Сегирчяну                      | 6–1, 3–6, 7–6                                       |
| 1984                   | Павел Сложил (2) Томаш Шмід (2)                     | Стефан Едберг Тім Вілкінсон                         | 7–6, 6–2                                            |
| 1985                   | Тім Галліксон Том Галліксон                         | Марк Діксон Тім Вілкінсон                           | 4–6, 6–4, 6–4                                       |
| 1986                   | Гі Форже Яннік Ноа (2)                              | Ян Гуннарссон Томаш Шмід                            | 7–6, 6–4                                            |
| 1987                   | Андерс Яррід Томаш Шмід (3)                         | Станіслав Бірнер Ярослав Навратіл                   | 6–4, 6–3                                            |
| 1988                   | Якоб Гласек Томаш Шмід (4)                          | Джеремі Бейтс Петер Лундгрен                        | 6–3, 6–1                                            |
| 1989                   | Удо Ріглевскі Міхаель Штіх                          | Омар Кампорезе Клаудіо Медзадрі                     | 6–3, 4–6, 6–0                                       |
| ↓ Тур ATP 250 ↓        |                                                     |                                                     |                                                     |
| 1990                   | Стефан Крюґер Хрісто ван Ренсбург                   | Ніл Брод Гері Мюллер                                | 4–6, 7–6, 6–3                                       |
| 1991                   | Якоб Гласек (2) Патрік Макінрой                     | Петр Корда Джон Макінрой                            | 3–6, 7–6, 7–6                                       |
| 1992                   | Том Нейссен Цирил Сук                               | Карел Новачек Давід Рікл                            | 6–3, 6–4                                            |
| 1993                   | Байрон Блек Джонатан Старк                          | Бред Пірс Дейв Ренделл                              | 3–6, 7–5, 6–3                                       |
| 1994                   | Патрік Макінрой (2) Джаред Палмер                   | Лен Бейл Джон-Лаффньє де Ягер                       | 6–3, 7–6                                            |
| 1995                   | Цирил Сук (2) Даніель Вацек                         | Марк Кейл Петер Нюборґ                              | 3–6, 6–3, 6–3                                       |
| 1996                   | Євген Кафельников Даніель Вацек (2)                 | Девід Адамс Менно Остінг                            | 6–3, 6–4                                            |
| 1997                   | Тім Генман Марк Россе                               | Карстен Браш Джим Грабб                             | 7–6, 6–7, 7–6                                       |
| 1998                   | Олів'є Делетр Фабріс Санторо                        | Піт Норвал Кевін Ульєтт                             | 6–3, 7–6                                            |
| 1999                   | Брент Гейгарт Александар Кітінов                    | Їржі Новак Давід Рікл                               | 0–6, 6–4, 7–5                                       |
| 2000                   | Доналд Джонсон Піт Норвал                           | Роджер Федерер Домінік Хрбати                       | 7–6(11–9), 4–6, 7–6(7–4)                            |
| 2001                   | Елліс Феррейра Рік Ліч                              | Магеш Бгупаті Леандер Паес                          | 7–6(7–3), 6–4                                       |
| 2002                   | Боб Браян Майк Браян                                | Марк Ноулз Деніел Нестор                            | 7–6(7–1), 7–5                                       |
| 2003                   | Марк Ноулз Деніел Нестор                            | Лукас Арнольд Кер Маріано Худ                       | 6–4, 6–2                                            |
| 2004                   | Боб Браян (2) Майк Браян (2)                        | Лукас Арнольд Кер Маріано Худ                       | 7–6(11–9), 6–2                                      |
| 2005                   | Агустін Кальєрі Фернандо Гонсалес                   | Стівен Гасс Веслі Муді                              | 7–5, 7–5                                            |
| 2006                   | Марк Ноулз (2) Деніел Нестор (2)                    | Маріуш Фирстенберг Марцин Матковський               | 4–6, 6–4, [10–8]                                    |
| 2007                   | Боб Браян (3) Майк Браян (3)                        | Джеймс Блейк Марк Ноулз                             | 6–1, 6–1                                            |
| 2008                   | Магеш Бгупаті Марк Ноулз (3)                        | Крістофер Кас Філіпп Кольшрайбер                    | 6–3, 6–3                                            |
| ↓ Тур ATP 500 ↓        |                                                     |                                                     |                                                     |
| 2009                   | Деніел Нестор (3) Ненад Зімоньїч                    | Боб Браян Майк Браян                                | 6–2, 6–3                                            |
| 2010                   | Боб Браян (4) Майк Браян (4)                        | Деніел Нестор Ненад Зімоньїч                        | 6–3, 3–6, [10–3]                                    |
| 2011                   | Мікаель Льодра Ненад Зімоньїч (2)                   | Максим Мирний Деніел Нестор                         | 6–4, 7–5                                            |
| 2012                   | Деніел Нестор (4) Ненад Зімоньїч (3)                | Трет Х'юї Домінік Інглот                            | 7–5, 6–7(4–7), [10–5]                               |
| 2013                   | Трет Х'юї Домінік Інглот                            | Юліан Ноул Олівер Марах                             | 6–3, 3–6, [10–4]                                    |
| 2014                   | Вашек Поспішил Ненад Зімоньїч (4)                   | Марін Драганя Генрі Контінен                        | 7–6(15–13), 1–6, [10–5]                             |
| 2015                   | Александер Пея Бруно Соарес                         | Джеймі Маррей Джон Пірс                             | 7–5, 7–5                                            |
| 2016                   | Марсель Гранольєрс Джек Сок                         | Роберт Ліндстедт Майкл Вінус                        | 6–3, 6–4                                            |
| 2017                   | Іван Додіг Марсель Гранольєрс (2)                   | Фабріс Мартен Едуар Роже-Васслен                    | 7–5, 7–6(8–6)                                       |
| 2018                   | Домінік Інглот (2) Франко Шкугор                    | Александр Зверєв Міша Зверєв                        | 6–2, 7–5                                            |
| 2019                   | Жан-Жульєн Роєр Горія Текеу                         | Тейлор Фріц Рейллі Опелка                           | 7–5, 6–3                                            |
| 2020                   | Не проводився через пандемію коронавірусної хвороби | Не проводився через пандемію коронавірусної хвороби | Не проводився через пандемію коронавірусної хвороби |
| 2021                   | Не проводився через пандемію коронавірусної хвороби | Не проводився через пандемію коронавірусної хвороби | Не проводився через пандемію коронавірусної хвороби |
| 2022                   | Іван Додіг (2) Остін Крайчек                        | Ніколя Маю Едуар Роже-Васслен                       | 6–4, 7–6(7–5)                                       |
| 2023                   | Сантьяго Гонсалес Едуар Роже-Васслен                | Юго Нис Ян Зелінський                               | 6–7(8–10), 7–6(7–3), [10–1]                         |
| 2024                   | Джеймі Маррей Джон Пірс                             | Веслі Колгоф Нікола Мектич                          | 6–3, 7–5                                            |